# Zeta Sagittarii
Désignations
Zeta Sagittarii (ζ Sgr / ζ Sagittarii, Zêta Sagittarii) dans la Désignation de Bayer est la troisième étoile la plus brillante de la constellation du Sagittaire. Elle porte également le nom traditionnel Ascella

## Nomenclature
Ascella est le nom propre aujourd’hui pour Zeta Sagittarii / ζ Sgr par l’Union astronomique internationale (UAI). Ce nom est le calque sémantique de l’arabe إبط ibṭ employé dans l’Almageste de Gérard de Crémone (ca. 1180). L'étoile est placée sub axillá destrá dans l'Uranometria de Johann Bayer. Repris dans la forme donnée par l’Almageste par Richard Allen (1899), le nom s’installe alors dans les catalogues.
Alsadira Tertia est un second nom de Zeta Sagittarii / η Sgr. C’est l’arabe الصادرة al-Ṣādira. Pour le comprendre, il faut voir que l’espace gréco-arabe de Sagittarius est occupé, dans le ciel arabe traditionnel, par une grande scène animalière nommée النعايم al-Naᶜā’im, « les Autruches », qui correspond à la XXe des manāzil al-qamar ou « stations lunaires », appellation qui concerne deux groupes. L'un est الواردة النعايم al-Naᶜā’im al-Wārida, « les Autruches qui descendent [boire] » au Fleuve, en arabe ألنهر al-Nahar, qui est un des noms de la Voie lactée, tandis que l'autre est النعايم الصادرة al-Naᶜā’im al-Ṣādira, « les Autruches qui reviennent [de boire] ». Ces deux groupes sont articulés de part et d’autre de راحي النعايم Rāᶜī al-Naᶜā’im, « le Berger des Autruches ». Voir l’image intitulée « النعايم  al-Naᶜā’im, la figure arabe des Autruches près de la voie lactée » dans la page consacrée à la constellation du Sagittaire.
Nous avons donc الصادرة النعايم al-Naᶜā’im al-Ṣādira, « les Autruches qui reviennent de boire » pour le groupe φςζτ Sgr, si l'on classe les étoiles dans l’ordre normal des ascensions droites. Les étoiles apparaissent bien dans cet ordre dans le Ğāmiᶜ al-Mabādī wa-l-Ġāyāt fī ᶜilm al-mīqāt ou Collection des principes et des objectifs dans la science de la mesure du temps d’Abu Ali al-Hasan al-Marrakushi (en) (1282), édité par Jean-Jacques Emmanuel Sédillot. Le nom Alsadira tertia se rencontre toutefois chez Ahmed Benhamouda (1950), qui donne Alwarida tertia non pour 'ζ Sgr 'τ Sgr du fait qu'il prend l'ordre des apparitions chez Louis Amélie Sédillot, Mémoire [ou Supplément] sur les instruments astronomiques des Arabes, Paris : Impr. Royale, 1841.
Louis Amélie Sédillot. Mais le nom est diffusé dans les catalogues modernes à partir de la transcription Thalath al Sadirah |i.e.] tertia τῶν al Sadirah donnée par la présentation du traité de l’Égyptien Muḥammad al-Aḫsāsī al-Muwaqqit, Durrāt al-muḍiyya fī l-ᶜamal al-šamsiyya ou Perles de brillance de l’activité solaire' par Edward Ball Knobel.

## Propriétés
Ascella est une étoile binaire, constituée d'une géante blanche de type spectral A2III et de magnitude apparente +3,27, et d'une étoile blanche de la séquence principale de type A2V et de magnitude apparente +3,48. Le système est distant de 90 années-lumière de la Terre. Sa magnitude apparente combinée est de +2,60. Sa période orbitale est de 21 ans. Les deux étoiles ont une séparation moyenne de 13,4 UA et l'excentricité de leur orbite est de 0,205. Ascella possède une faible compagne purement optique de 10e magnitude, Zeta Sagittarii C, séparée de la primaire de 75 secondes d'arc.